# Plank bụng

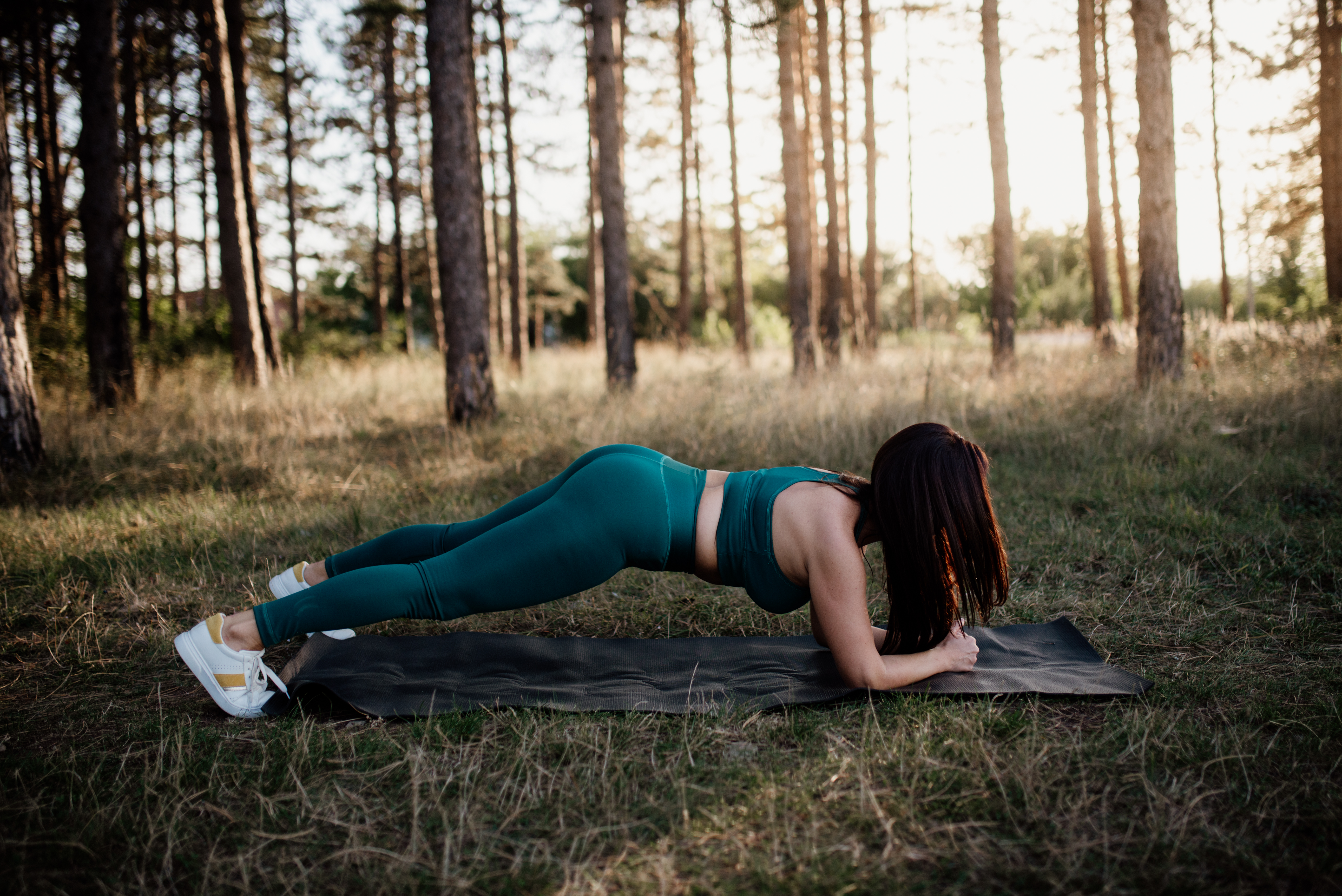
Một bài Plank bụng

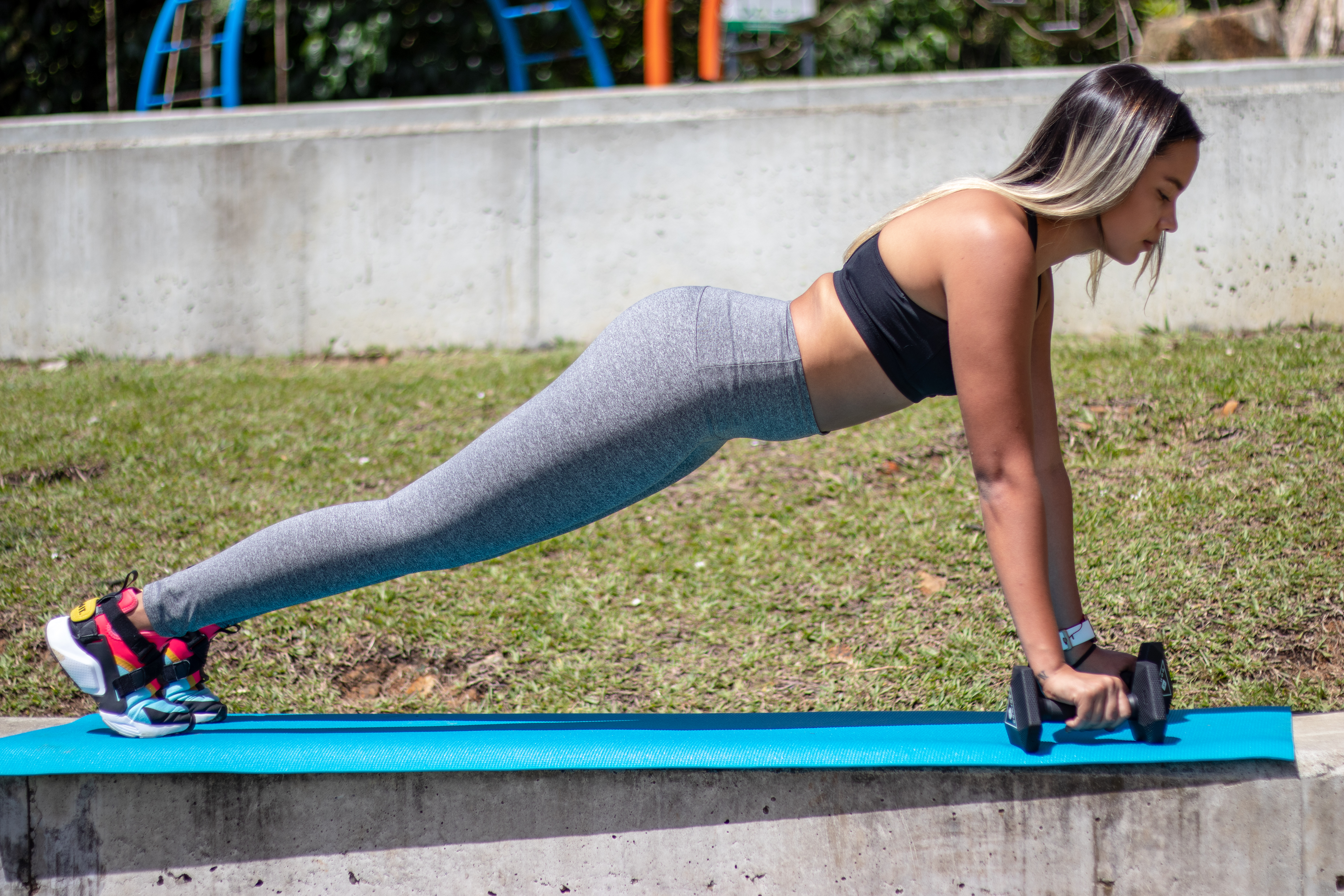
Một bài plank bụng với tạ tay

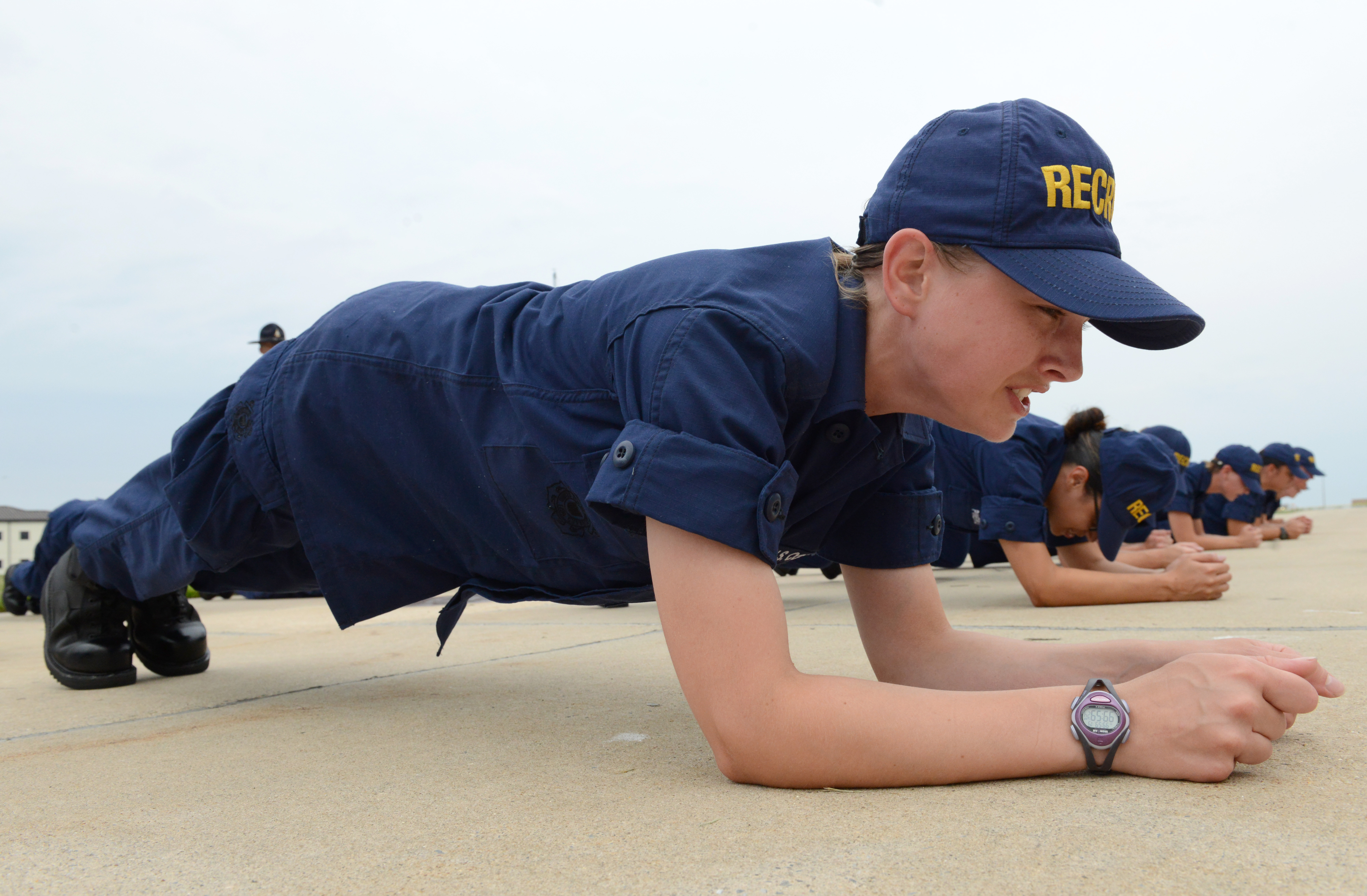
Plank

Tư thế tấm ván (Plank/đo sàn siết cơ/ép duỗi bụng) là một bài tập sức mạnh lõi liên quan đến việc duy trì một vị trí tương tự như hít đất trong thời gian tối đa có thể. Plank bụng phổ biến nhất là cẳng tay được giữ ở tư thế chống đẩy, với trọng lượng cơ thể chịu ở cẳng tay, khuỷu tay và ngón chân. Nhiều biến thể tồn tại như Đo sàn bên và Đo sàn ngược. Plank (tấm ván) thường được luyện tập trong pilates và yoga, và bởi những người tập luyện cho việc sinh hoạt tình dục và các môn thể thao khác.. Plank tăng cường sức mạnh cho bụng, lưng và vai. Cơ bắp tham gia vào ván trước bao gồm vai, bụng, lưng. "Plank mở rộng" (Đo sàn mở rộng/The extended plank) thêm khó khăn đáng kể cho bài tập plank tiêu chuẩn. Để thực hiện plank mở rộng, một người bắt đầu ở tư thế chống đẩy và đưa tay/tay ra xa nhất có thể.

## Kỷ lục thế giới
Kỷ lục thế giới về plank, nằm trên khuỷu tay, được thiết lập bởi cảnh sát viên Trung Quốc Mao Weidong, người trước đây đã giữ kỷ lục và lập lại nó bằng cách plank trong 81 giờ, 1 phút và 1 giây vào tháng 5 năm 2016. Nhưng George Hood ở plank ở YMCA Ranh giới Ấn Độ ở Downers Grove đã lập hai kỷ lục thế giới trong sự kiện tại cơ sở vào ngày 28 tháng 6 năm 2018. (George Hood). Việt Tiến, 17 tuổi, hiện đang sống ở Việt Nam, đã phá kỷ lục thế giới về ván dài nhất vào lúc 91 giờ, 10 phút và 10 giây tại YMCA Ranh giới Ấn Độ ở Downers Grove. Kỷ lục trước đó được thiết lập bởi cựu sĩ quan Hải quân và đặc vụ của Cơ quan Quản lý Thực thi Ma túy (DEA) đã nghỉ hưu với thời gian 5 giờ, 15 phút và 15 giây vào tháng 4/2016.